# Bahía Aniva

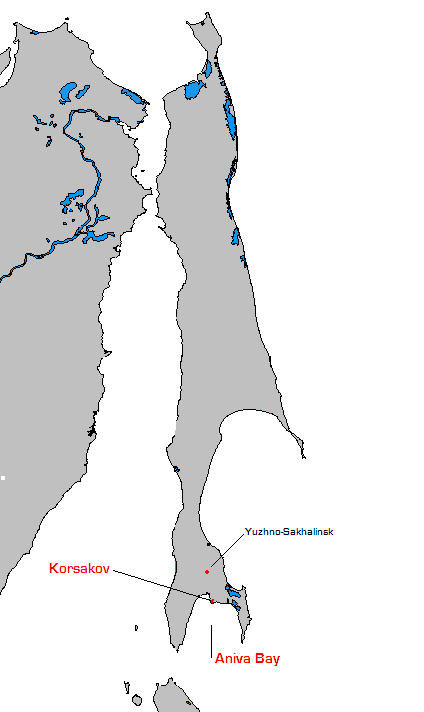
Bahía Aniva al sur de la isla Sajalín

La bahía de Aniva (en ruso: Залив Анива (Zaliv Aniva), en japonés: 亜庭湾, bahía de Aniwa o golfo de Aniva) se encuentra en el extremo sur de la isla de Sajalín, Rusia. Ancho 104 km, largo 90 km, profundidad máxima 93 metros. La parte estrecha de la bahía se conoce como Bahía Salmón. La población más grande es Korsakov.

## Toponimia
El origen del nombre de la bahía probablemente esté relacionado con dos palabras ainu que se suelen traducir la primera como "disponible, ubicado", y la segundo como "cordillera, roca, pico"; por lo tanto, "Aniva" puede traducirse como "que tiene crestas" o "ubicado entre las crestas (montañas)".[1] Durante el período japonés de 1905 a 1946, la bahía de Aniva recibió el nombre de Chitose en honor al crucero Chitose, uno de los dos cruceros de la clase Kasagi que intervinieron en la guerra ruso-japonesa.

## Fauna
La bahía es rica en pescado (salmón, arenque, bacalao, lenguado) y cangrejo. De los moluscos bivalvos, vieira de vencejo (Swiftopecten swiftii), vieira de playa (Mizuhopecten yessoensis), mejillón gigante (Crenomytilus grayanus), Musculista senhousia, Laternula limicola, Callista brevisiphonata, Venerupis philippinarum, Protothaca euglypta, Callithaca adamsi, Peronidia venulosa 3]. Con las aguas de la corriente cálida, también penetran en la bahía especies más australes: ballenas grises, colas amarillas y grandes lirones.

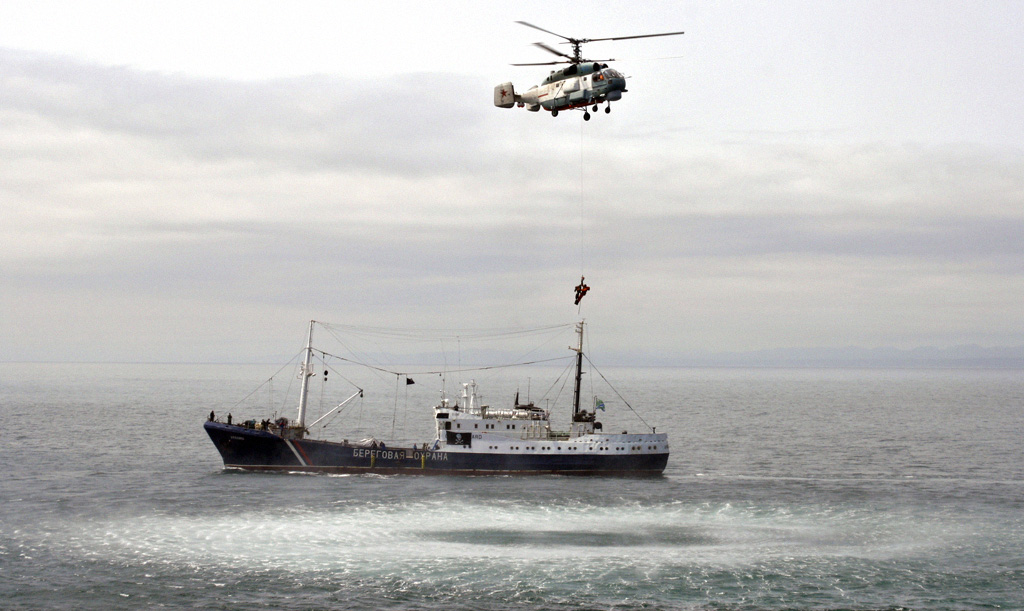
Hacia 2009, un buque patrullero de la guardia costera y un avión de la guardia fronteriza del Servicio de Seguridad Federal de Rusia participan en un ejercicio conjunto ruso-japonés, en la bahía de Aniva, para la vigilancia de la actividad delictiva en el mar y operaciones de rescate de barcos y personas.

En 2006 saltó a las noticias porque se acusó de vertidos contaminantes en la bahía y de violaciones ambientales graves al consorcio de energía liderado por Sakhalin-II. Estos hechos llamaron la atención de grupos ambientalistas, a saber, Sakhalin Environment Watch, por el daño causado a la vida silvestre nativa reflejado en la muertes de peces y cangrejos, además de afectar al salmón local.